# کرونان
کرونان (به سوئدی: Kronan) یک منطقهٔ مسکونی در سوئد است که در نوربوتن واقع شده‌است. کرونان ۵۹۷ نفر جمعیت دارد.